# Jack Bruce
John Symon Asher Bruce (Bishopbriggs, 14 de mayo de 1943-Suffolk, 25 de octubre de 2014), más conocido como Jack Bruce, fue un músico, compositor y cantante británico, conocido por ser el cantante y bajista del grupo Cream entre 1966 y 1968.

## Biografía
Jack Bruce nació el 14 de mayo de 1943 en Bishopbriggs, East Dunbartonshire, Escocia. Bruce comenzó tocando jazz en su adolescencia, y ganó una beca de estudio de chelo y composición en la Royal Scottish Academy de Música y Drama, mientras tocaba en una banda de jazz. Sin embargo, la academia desaprobaba que sus estudiantes tocaran jazz: "se dieron cuenta", le contó Bruce al corresponsal y músico Jim Macnie, "y me dijeron 'o lo dejas, o dejas la academia'. Así que dejé la academia."

## Carrera musical
Tras abandonar la escuela, Bruce hizo una gira de Italia, tocando el contrabajo con una big band, y en 1962 entra a formar parte de la banda de Alexis Korner, Blues Incorporated, junto con Graham Bond, Dick Heckstall-Smith y Ginger Baker. Poco después, la banda se disuelve y Bruce se junta con Bond, Baker y John McLaughlin en el Graham Bond Quartet, que poco después se convierte en la the Graham Bond Organisation. En esta época sustituye el contrabajo por el bajo eléctrico. Bruce dejó la banda en 1965, tras serias desavenencias con Baker.
Se incorpora brevemente a la banda John Mayall & the Bluesbreakers donde conocerá a Eric Clapton y más tarde se incorpora, también brevemente, a Manfred Mann donde grabó «Pretty Flamingo», que llegó al puesto número uno en la lista de UK singles chart en 1966.
Mientras estaba con Manfred Mann, también tocó con Clapton como miembro de Powerhouse, una banda que solo duró unos meses, hasta que, en julio de 1966, Clapton, Bruce y Baker formaron el supergrupo, Cream.
Después de la separación de Cream, en 1968, Bruce empezó a grabar álbumes como solista y liderando o formando parte de distintos grupos. En 1993, volvió a juntarse con Ginger Baker para formar un nuevo power trio, BBM ("Bruce-Baker-Moore"), con el guitarrista Gary Moore.
Tras el fin de esta asociación, Bruce y Moore reclutaron al joven baterista Gary Husband para realizar más conciertos y grabar en estudio algunos clásicos de Cream. Algunas sesiones de este conjunto se pueden ver en YouTube, con tomas en las que Bruce comenta sobre sus líneas de bajo en estas canciones.

## Fallecimiento
En las primeras horas de la mañana del 25 de octubre de 2014, se anunció su fallecimiento, tanto en su página de Facebook como en su sitio web. Un portavoz de su familia señaló que su fallecimiento se produjo debido a una complicación del hígado, órgano el cual le había sido trasplantado en 2003.

## Discografía en solitario
- Songs for a Tailor (septiembre de 1969)
- Things We Like (grabado en agosto de 1968, lanzado en diciembre de 1970)
- Harmony Row (septiembre de 1971)
- Out of the Storm (noviembre de 1974)
- Live at Manchester Free Trade Hall 75 2CD (lanzado en 2003)
- How's Tricks (marzo de 1977)
- Spirit – Live at the BBC 1971-1978 3CD (lanzado en 2008)
- Jet Set Jewel (grabado en 1978, lanzado  2003)
- I've Always Wanted To Do This (diciembre de 1980)
- Automatic (enero de 1983)
- Something Els (grabado en 1987, lanzado en marzo de 1993)
- A Question of Time (diciembre de 1989)
- Cities of the Heart 2CD (1993)
- Monkjack (septiembre de 1995)
- Shadows in the Air (julio de 2001)
- More Jack Than God (septiembre de 2003)
- Live with the HR Big Band (diciembre de 2007)
- The Anthology - Can You Follow? 6CD (mayo de 2008)